# Sean Gilmartin
Sean Patrick Gilmartin (ur. 8 maja 1990) – amerykański baseballista, występujący na pozycji miotacza.

## Przebieg kariery
W czerwcu 2008 został wybrany w 31. rundzie draftu przez San Diego Padres, jednak nie podpisał kontraktu z organizacją tego klubu, gdyż zdecydował się podjąć studia na Florida State University, gdzie w latach 2009–2011 grał w drużynie uniwersyteckiej Florida State Seminoles. W czerwcu 2011 został wybrany w 1. rundzie draftu z numerem 28. przez Atlanta Braves, ale występował jedynie w klubach farmerskich tego zespołu, a w grudniu 2013 został oddany do Minnesota Twins. W grudniu 2014 przeszedł  na zasadzie Rule 5 draft (draft, do którego przystępują zawodnicy z MiLB, niemieszczący się w 40-osobowej kadrze zespołu) do New York Mets, w którym zadebiutował 10 kwietnia 2015 w meczu przeciwko Atlanta Braves, rozgrywając ⅔ zmiany i zaliczając 1 strikeout.
14 czerwca 2015 w spotkaniu z Braves zanotował pierwsze zwycięstwo w MLB. 19 lipca 2015 w meczu z St. Louis Cardinals w swoim pierwszym podejściu do odbicia zaliczył single'a w pierwszej połowie szesnastej zmiany; ostatecznie Mets wygrali spotkanie 3–1 po 18 zmianach.
W lipcu 2018 został zawodnikiem Baltimore Orioles.